# Ned Sparks
Ned Sparks (eigentlich Edward Arthur Sparkman; * 19. November 1883 in Guelph, Ontario, Kanada; † 3. April 1957 in Victorville, Kalifornien, USA) war ein US-amerikanischer Schauspieler, der durch seine sarkastischen Nebenrollen in Filmen der 1930er und 1940er Jahre bekannt wurde.

## Leben
Bevor Ned Sparks mit dem Showbusiness in Berührung kam, versuchte er sich als Goldgräber beim Klondike-Goldrausch. Als ihm das nicht den erhofften Reichtum brachte, schloss er sich einer Musikantengruppe an, mit der er als Sänger durch die Gegend reiste. Zurück in Kanada besuchte er das Theologische Seminar in Toronto. Danach arbeitete er am Theater in Toronto. 1907 verließ Sparks Kanada und versuchte sein Glück in New York am Broadway. Nach dem Schauspielerstreik von 1918 wurde er Mitglied der AEA, der Actor's Equity Association.
Am Broadway bildete sich sein Markenzeichen, sein trockener Humor. Louis B. Mayer, Mitbegründer der Filmgesellschaft MGM, wurde auf Sparks aufmerksam. Sparks trat in einigen Stummfilmen auf, bevor er 1928 mit dem Film The Big Noise sein Tonfilmdebüt gab. In den 1930er Jahren wurde er für seinen Sarkasmus, sein mürrisches Gesicht und sein Zigarrenkauen in zahlreichen Filmen bekannt. Die New York Times gab 1936 bekannt, dass Sparks seinen Gesichtsausdruck für 100.000 US-Dollar versichert habe. Jeder Fotograf, der Sparks lächelnd fotografiert, würde diese Summe ausbezahlt bekommen. Später gab Sparks zu, dass es sich um einen Publicity-Gag gehandelt habe, die Versicherungssumme habe nur 10.000 US-Dollar betragen. In verschiedenen Disney-Zeichentrickfilmen wurde Sparks Mine karikiert.
Bekannte Auftritte hatte Sparks unter anderem in den Busby-Berkeley-Musicalfilmen Die 42. Straße und Goldgräber von 1933, in der von Frank Capra inszenierten Komödie Lady für einen Tag sowie in dem Rassismus-Melodram Frauen am Scheidewege von John M. Stahl. Nach Mitte der 1930er-Jahre stand Sparks seltener vor der Kamera. Seinen letzte Spielfilmrolle hatte er 1947 in der Komödie Fremde Stadt an der Seite von James Stewart. Insgesamt war er in über 80 Produktionen zu sehen. Zu seinen Drehpartnern gehörten unter anderem  neben James Stewart auch Jean Harlow, Boris Karloff, Ginger Rogers, Mary Pickford, Bing Crosby, Janet Gaynor, Spencer Tracy, Claudette Colbert, Barbara Stanwyck und Betty Grable.
Am 3. April 1957 verstarb Ned Sparks an den Folgen eines Darmverschlusses. Aus seiner geschiedenen Ehe mit Mercedes Cabalerro zwischen 1931 und 1936 hatte er ein Kind.

## Filmografie (eine Auswahl)
- 1915: The Little Miss Brown
- 1925: Die Versuchung der Liebe (His Supreme Moment)
- 1926: Das rollende Haus (Mike)
- 1928: The Big Noise
- 1928: Ihr großer Flirt (The Magnificent Flirt)
- 1929: Die Stimme aus dem Jenseits (The Canary Murder Case)
- 1930: The Devil’s Holiday
- 1931: Corsair
- 1932: Spiel am Abgrund (The Miracle Man)
- 1932: Big City Blues
- 1933: Secrets
- 1933: Die 42. Straße (42nd Street)
- 1933: Goldgräber von 1933 (Gold Diggers of 1933)
- 1933: Lady für einen Tag (Lady for a Day)
- 1933: Auf ins Paradies! (Going Hollywood)
- 1933: Alice im Wunderland (Alice in Wonderland)
- 1934: Tag, Nellie! (Hi, Nellie!)
- 1934: Sweet Adeline
- 1934: Spione im Panamakanal (Marie Galante)
- 1934: Frauen am Scheidewege (Imitation of Life)
- 1934: Marie Galante
- 1936: One in a Million
- 1939: The Star Maker
- 1947: Fremde Stadt (Magic Town)